# Sphingonotus tipicus
Sphingonotus tipicus är en insektsart som beskrevs av Zheng, Z. och Hang 1974. Sphingonotus tipicus ingår i släktet Sphingonotus och familjen gräshoppor. Inga underarter finns listade i Catalogue of Life.